# Puyo Puyo Champions
Puyo Puyo Champions, conocido en Japón como Puyo Puyo eSports (ぷよぷよeスポーツ?), es un videojuego de rompecabezas desarrollado por Sonic Team y publicado por Sega en 2018 para la Nintendo Switch, Xbox One y PlayStation 4, y en 2019 para Microsoft Windows (a través de la plataforma Steam).
Disponible originalmente en japonés bajo la marca Puyo Puyo eSports, fue localizado posteriormente al inglés bajo la marca Puyo Puyo Champions. Al igual que con Puyo Puyo Tetris, las voces de los personajes del juego fueron traducidas al inglés, permitiendo al jugador intercambiar entre las voces originales y localizadas; la interfaz del juego también está disponible en español, francés, alemán, italiano, chino tradicional, chino simplificado y coreano. Es una versión reducida de Puyo Tetris.

## Mecánicas y modalidades
Puyo Puyo Champions se trata de un videojuego orientado al juego competitivo, por lo que carece de las características tradicionales para un jugador, como un modo historia.
El juego ofrece varias modalidades a través de dos mecánicas básicas:
- Puyo Puyo Tsu  (Puyo 2 en occidente)
- Puyo Puyo Fever

Las modalidades incluyen:
- Individual, modalidad para un jugador con dos modalidades:
  - Batalla, donde el jugador se enfrenta con hasta 3 jugadores controlados por la CPU en una partida totalmente personalizable.
  - Resistencia, modo infinito donde el jugador se enfrenta a hordas de jugadores controlados por la CPU en batallas 1 a 1, con tal de vencer a la mayor cantidad de jugadores posible; la dificultad se incrementa a medida que el jugador vence a sus oponentes.
- Desafío, una serie de modos para un jugador solitario con reglas preestablecidas, los cuales son:
  - Desafío oficial, en el que el jugador debe alcanzar la mayor cantidad de puntos posible en dos minutos.
  - Desafío de puntos, donde el jugador debe obtener la mayor cantidad de puntos posible en un tiempo personalizable.
  - Desafío de tiempo, donde el jugador debe alcanzar un objetivo de puntos personalizable en el menor tiempo posible.
- Multijugador, modalidad multijugador en red local, a través de dos modalidades:
  - Versus, modo para partidas personalizadas con hasta 4 jugadores.
  - Torneo, un modo multijugador de hasta 8 jugadores con características específicas de torneo, en partidas 1 a 1.
- Online, modo multijugador en línea, la cual ofrece dos modalidades:
  - Liga Puyo Puyo, donde el jugador juega contra algún jugador elegido aleatoriamente, avanzando en el ranking mundial.
  - Partida libre, donde el jugador puede crear una sala y configurar sus propias reglas, o bien unirse a una sala.
- Lecciones, un modo para enseñar los conceptos básicos del juego y a modo de entrenamiento.

## Diferencias con Puyo Tetris
- Se ha eliminado el modo historia, los modos Tetris, Fusión, Big Bang y Swap, así como todos los personajes relacionados (Tee, Ess, Ex, O, Zed) son reemplazados por otros.
- Se agrega el modo Fever el cual no existía en Puyo Tetris. Se agrega localización a idioma español entre otros. Es posible cambiar las voces (inglés y japonés) libremente

## Recepción
El juego recibió críticas "mayormente favorables", alabando su relación simplicidad/dificultad, y la jugabilidad en línea. La versión para Nintendo Switch recibió una calificación de 74/100 en Metacritic, basada en 10 críticas, mientras que la versión para PlayStation 4 recibió una calificación de 74/100, basada en 4 críticas.
Hobby Consolas lo cita como algo que «no arriesga ni presenta nada novedoso» dada sus limitadas modalidades de juego y contenido reciclado, pero con un «enfoque efectivo» dando a entender que es suficiente para entregar horas de entretenimiento, calificándolo con 76/100.
| Recepción |                                          |
| --- | ---------------------------------------- |
| Puntuaciones de reseñas Evaluador Calificación Metacritic NS: 74/100 [ 9 ] PS4: 74/100 [ 10 ] XONE: tbd [ 12 ] PC: tbd [ 13 ] Puntuaciones de críticas Publicación Calificación Hobby Consolas 76 [ 11 ] Nintendo Life 80 [ 14 ] Nintendo World Report 70 [ 15 ] Pocket Gamer 70 [ 16 ] |                                          |
| Puntuaciones de reseñas |                                          |
| Evaluador | Calificación                             |
| Metacritic | NS: 74/100 PS4: 74/100 XONE: tbd PC: tbd |
| Puntuaciones de críticas |                                          |
| Publicación | Calificación                             |
| Hobby Consolas | 76                                       |
| Nintendo Life | 80                                       |
| Nintendo World Report | 70                                       |
| Pocket Gamer | 70                                       |